# Comedian
Comedian è un'opera d'arte del 2019 dell'artista italiano Maurizio Cattelan. Creata in un'edizione limitata di tre esemplari, si presenta come una banana fresca fissata a una parete con del nastro adesivo. In quanto opera d'arte concettuale, consiste in un certificato di autenticità accompagnato da diagrammi dettagliati e istruzioni per la corretta esposizione.
Il secondo esemplare dell'edizione limitata è stato venduto all'imprenditore Justin Sun per 6,2 milioni di dollari a novembre 2024. Poco dopo, Sun ha mangiato la banana sul palco, paragonandola a un asset criptovalutario e dichiarando: "Il vero valore è il concetto stesso". Sun ha inoltre affermato che avrebbe acquistato 100.000 banane dal venditore ambulante davanti a Sotheby's, lo stesso che aveva fornito la banana usata per l'aggiornamento più recente dell'opera..
L'opera e una delle sue "sorelle" erano state precedentemente vendute per 120.000 dollari ciascuna all'Art Basel di Miami Beach, attirando una significativa attenzione mediatica. La terza edizione è stata donata al Guggenheim Museum di New York.

## Descrizione della scultura
L'opera consiste in una banana fissata al muro tramite una striscia di nastro adesivo grigio.

## La performance artistica
Il penultimo giorno dell'esposizione al pubblico una numerosa folla assalì la galleria col proposito di mangiare la banana.
A causa di ciò la banana fu rimossa al fine di proteggere il frutto e tutelare l'incolumità delle altre opere esposte.

### Cronologia degli eventi
- Cattelan espone nella galleria una banana attaccata ad un muro di cartongesso con del nastro adesivo ad alta resistenza.
- La banana, acquistata qualche ora prima da un fruttivendolo locale per 30 centesimi di dollaro, è stata quotata per 120.000 dollari.
- Durante il secondo giorno di esposizione, David Datuna, un altro artista, ha preso la banana di Cattelan e l'ha mangiata in diretta davanti alle telecamere. L'azione è diventata a sua volta una performance artistica, chiamata Hungry Artist ("l'artista affamato"). Il video della banana da 120.000 dollari divorata in pochi morsi ha fatto subito il giro del mondo.
- L'opera d'arte è stata subito rimpiazzata con una nuova banana. L'opera è infatti pensata per essere rinnovata con una banana nuova.
- Alla riapertura della galleria, il giorno seguente, una folla di persone ha assalito la galleria d'arte per poter mangiare la banana di Cattelan.
- Per motivi di sicurezza, il quarto giorno l'opera è stata rimossa dalla galleria.
- Nei giorni seguenti alla sua esposizione e alla sua "sparizione", la banana di Cattelan è diventata un meme nei social, con tag dedicate e molte iniziative da parte di aziende e persone famose.[senza fonte]
- Nonostante l'opera d'arte fosse deperibile, ognuno dei 3 esemplari esposti è stato venduto: due per 120.000 dollari e uno per 150.000 dollari.

## Significato
L'artista ha dichiarato che Comedian è una provocazione che vorrebbe invogliare lo spettatore a interrogarsi sui meccanismi che regolano il mercato dell'arte e sul valore dell'arte stessa.

## Contesto
Non è la prima volta che Cattelan usa per le sue creazioni soggetti "deperibili": qualche anno prima appese al muro (con lo stesso nastro adesivo usato per la banana) il suo primo mercante: Massimo De Carlo, che alla fine della mostra venne ricoverato in pronto soccorso perché stremato, per questo venne considerato pazzo da moltissime persone. La banana inoltre è sempre stato un soggetto importante per Cattelan, ma mai prima di Comedian l'artista ne usò una vera.